# Ornello Tacchinardi
Ornello Tacchinardi (La Spezia, 12 aprile 1908 – ...) è stato un calciatore italiano, di ruolo difensore.

## Carriera
Iniziò a giocare nello Spezia, la squadra della sua città, giocandovi per un quinquennio, e a parte l'annata 1927-1928, colleziona un buon numero di presenze segnando anche una rete nel vittorioso campionato di Prima Divisione. Nel 1931 passa alla Salernitana collezionando 33 gettoni di presenza ed una rete, mentre l'anno successivo è acquistato dal Napoli, ma per l'intera stagione è relegato nella squadra riserve, riuscendo a giocare con la prima squadra solo qualche amichevole. Ritorna allo Spezia, dove mette insieme le ultime 19 presenze in maglia bianca, portando il totale a 102 gare. Nel 1934 è acquistato dal Savoia di Torre Annunziata, in Serie C, dove in due stagioni mette insieme 37 presenze. Chiude la carriera a Macerata nel 1937.

## Statistiche

### Presenze e reti nei club
| Stagione        | Squadra         | Campionato      | Campionato | Campionato | Coppe nazionali | Coppe nazionali | Coppe nazionali | Altre coppe | Altre coppe | Altre coppe | Totale | Totale |
| Stagione        | Squadra         | Comp            | Pres       | Reti       | Comp            | Pres            | Reti            | Comp        | Pres        | Reti        | Pres   | Reti   |
| --------------- | --------------- | --------------- | ---------- | ---------- | --------------- | --------------- | --------------- | ----------- | ----------- | ----------- | ------ | ------ |
| 1925-1926       | Spezia          | SD              | 17         | 0          |                 |                 |                 |             |             |             | 17     | 0      |
| 1926-1927       | Spezia          | PD              | 12         | 0          |                 |                 |                 |             |             |             | 12     | 0      |
| 1927-1928       | Spezia          | PD              | 8          | 0          |                 |                 |                 |             |             |             | 8      | 0      |
| 1928-1929       | Spezia          | PD              | 22         | 1          |                 |                 |                 |             |             |             | 22     | 1      |
| 1929-1930       | Spezia          | B               | 24         | 0          |                 |                 |                 |             |             |             | 24     | 0      |
| 1931-1932       | Salernitana     | PD              | 33         | 1          |                 |                 |                 |             |             |             | 33     | 1      |
| 1932-1933       | Napoli          | A               | 0          | 0          |                 |                 |                 |             |             |             | 0      | 0      |
| 1933-1934       | Spezia          | B               | 19         | 0          |                 |                 |                 |             |             |             | 19     | 0      |
| Totale Spezia   | Totale Spezia   | Totale Spezia   | 102        | 1          |                 |                 |                 |             |             |             | 102    | 1      |
| 1934-1935       | Savoia          | PD              | 21         | 0          |                 |                 |                 |             |             |             | 21     | 0      |
| 1935-1936       | Savoia          | C               | 16         | 0          |                 |                 |                 |             |             |             | 16     | 0      |
| Totale Savoia   | Totale Savoia   | Totale Savoia   | 37         | 0          |                 |                 |                 |             |             |             | 37     | 0      |
| 1936-1937       | Macerata        | C               | ?          | ?          |                 |                 |                 |             |             |             | ?      | ?      |
| Totale carriera | Totale carriera | Totale carriera | 172        | 2          |                 |                 |                 |             |             |             | 172    | 2      |